# 中国驻符拉迪沃斯托克总领事馆
中华人民共和国驻符拉迪沃斯托克总领事馆（俄语：Генеральное консульство Китайской Народной Республики в г.Владивостоке），简称中国驻符拉迪沃斯托克总领事馆，原称中国驻海参崴总领事馆，是中华人民共和国派驻俄罗斯联邦符拉迪沃斯托克市的外交代表机构，位于滨海边疆区符拉迪沃斯托克市伏谢沃洛德·西彼尔采夫街59号（Приморский край, Владивосток, ул.Всеволода Сибирцева, 59）。领区包括滨海边疆区、萨哈林州、堪察加边疆区、马加丹州和楚科奇自治区。

## 历史
光绪二十三年（1897年），清政府在海参崴派驻商务专员。宣统元年（1909年）闰二月，清政府改驻海参崴商务专员为总领事。1912年，中华民国成立，继续设置驻海参崴总领事馆。1949年10月，中华民国政府与苏联断交，关闭驻苏使领馆。1949年10月，经苏联政府同意，中华人民共和国政府在海参崴、赤塔、阿拉木图设置3处总领事馆。1950年8月，驻海参崴总领事馆正式开馆。1951年6月1日，驻海参崴总领事馆闭馆。
1993年4月16日，中俄达成协议，中国驻哈巴罗夫斯克总领事馆在符拉迪沃斯托克设置领事办公室。2005年3月1日，中国驻哈巴罗夫斯克总领事馆驻符拉迪沃斯托克领事办公室正式开馆。2015年9月3日，中俄两国达成协议，驻符拉迪沃斯托克领事办公室升格为总领事馆。2017年4月6日，驻符拉迪沃斯托克总领事馆正式开馆。

## 机构设置
中国驻符拉迪沃斯托克总领事馆设置下列机构：
- 双边处
- 领侨处
- 办公室